# Vladimir Putin
Vladimir Vladimirovitj Putin (ryska: Влади́мир Влади́мирович Пу́тин; lyssna (fil) [vɫ̪ɐˈd̪ʲimʲɪr vɫ̪ɐˈd̪ʲimʲɪrəvʲɪʨ ˈput̪ʲɪn̪]), född 7 oktober 1952 i Leningrad, Ryska SFSR, Sovjetunionen, är sedan den 7 maj 2012 Rysslands president. Han har tidigare varit president och premiärminister i omgångar sedan augusti 1999.
Putin är sedan mars 2023 efterlyst av internationella domstolen i Haag för krigsförbrytelser som ansvarig för den olagliga deportationen av ett stort antal barn från Ukraina till Ryssland.
Putin utsågs som tillförordnad president den 31 december 1999 av den då avgående presidenten Boris Jeltsin, och hade denna befattning fram till valet den 26 mars 2000. Då valdes Putin till president för en första period mellan 7 maj 2000 och 2004. Vid valet den 14 mars 2004 omvaldes han för en andra period till maj 2008. Därefter överlämnade han presidentposten till Dmitrij Medvedev, som tidigare varit hans stabschef, och utsågs själv till premiärminister. Detta anses ha varit ett sätt för Putin att behålla makten genom att tillfälligt överlämna presidentposten till en nära vän eftersom han enligt lag inte kunde kandidera för tredje gången i rad. I själva verket anses Putin ha varit Rysslands de facto högst uppsatta politiker under denna period. Putin var premiärminister tills han omvaldes till president för sin tredje period 2012–2018, trots internationella protester mot misstänkt valfusk. Den 18 mars 2018 omvaldes Putin återigen för en fjärde period med 76 procent av rösterna, även denna gång efter påstått valfusk. Han är den ryske ledare, som suttit längst på sin post sedan Josef Stalin, vilken var ledare i 31 år.
Putin är internationellt omstridd och han anses av många bedömare vilja permanenta sin ledarroll i Ryssland. Hans uttalande i april 2005 om att "Sovjetunionens kollaps var en av århundradets stora geopolitiska katastrofer" blev uppmärksammat. Putins agerande att med militärt våld försvara ryska intressen utanför Rysslands gränser – och även ockupera utländskt territorium (bland annat Krim och delar av Georgien) – har lett till ansträngda relationer med ett antal av Rysslands grannländer, och mellan Ryssland och Nato. Internt i Ryssland har Putin dock åtnjutit stor popularitet, och han har setts som en stark ledare som bringat ordning i både ekonomin och samhällssystemet. Detta har skett till priset av ökad statlig kontroll av landets företagande, det politiska livet och opinionsbildningen.
Putin är utbildad jurist. Han har en juristexamen med specialisering i internationell rätt vid Leningrads universitet 1975. Putin anställdes vid KGB efter sin examen, och arbetade där i 16 år. Han har även arbetat som politisk rådgivare, först åt borgmästare Anatolij Sobtjak och senare i president Boris Jeltsins stab. Under åren 1998–1999 var Putin chef för Ryska federationens federala säkerhetstjänst.
Putin är den person, som blivit rankad som världens mäktigaste person i Forbes flest antal gånger och dessutom fyra år i rad – 2013, 2014, 2015 och 2016.

## Bakgrund

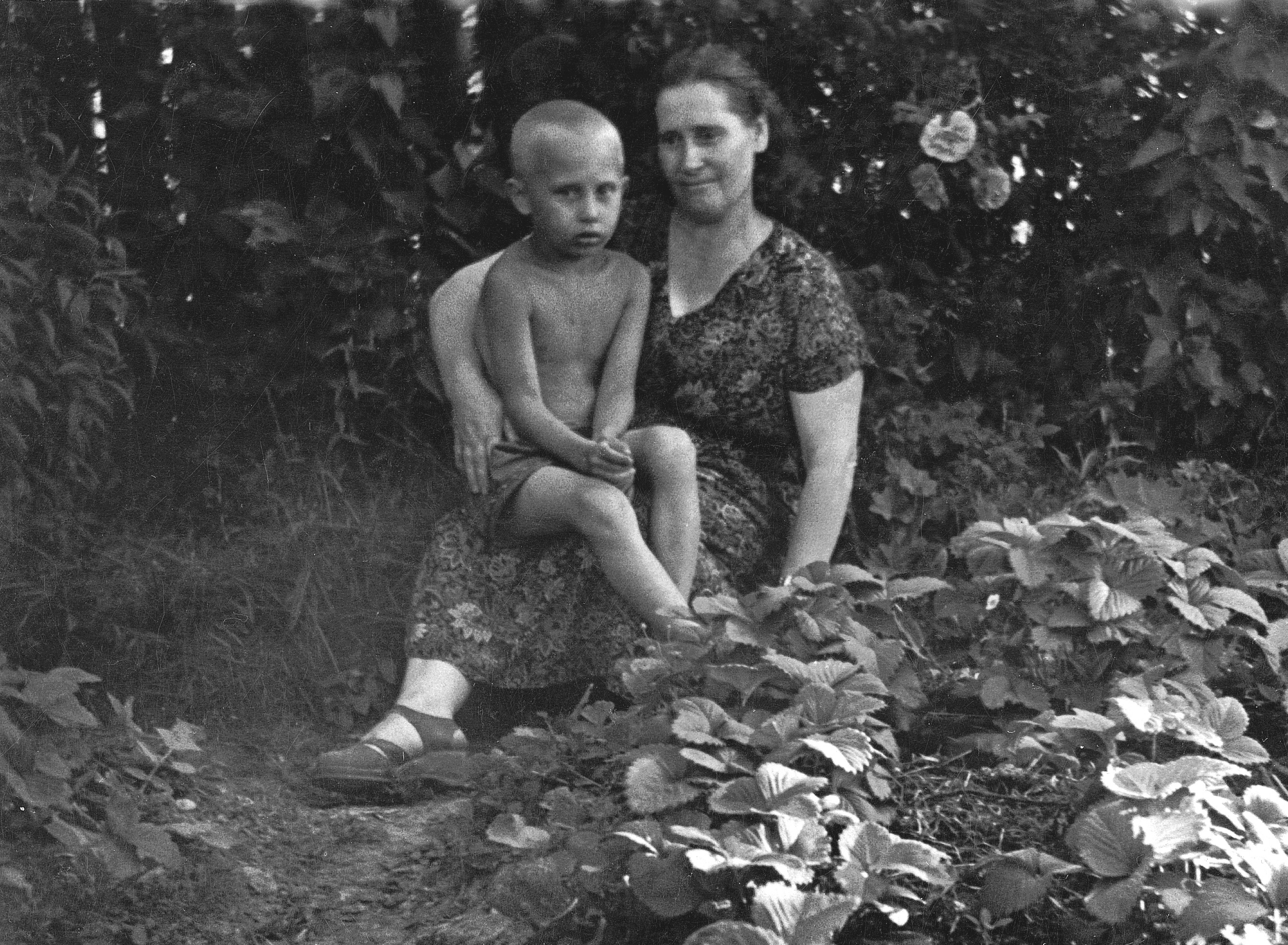
Putin med sin mor Maria Ivanovna Putina, född Sjelemova, 1958.

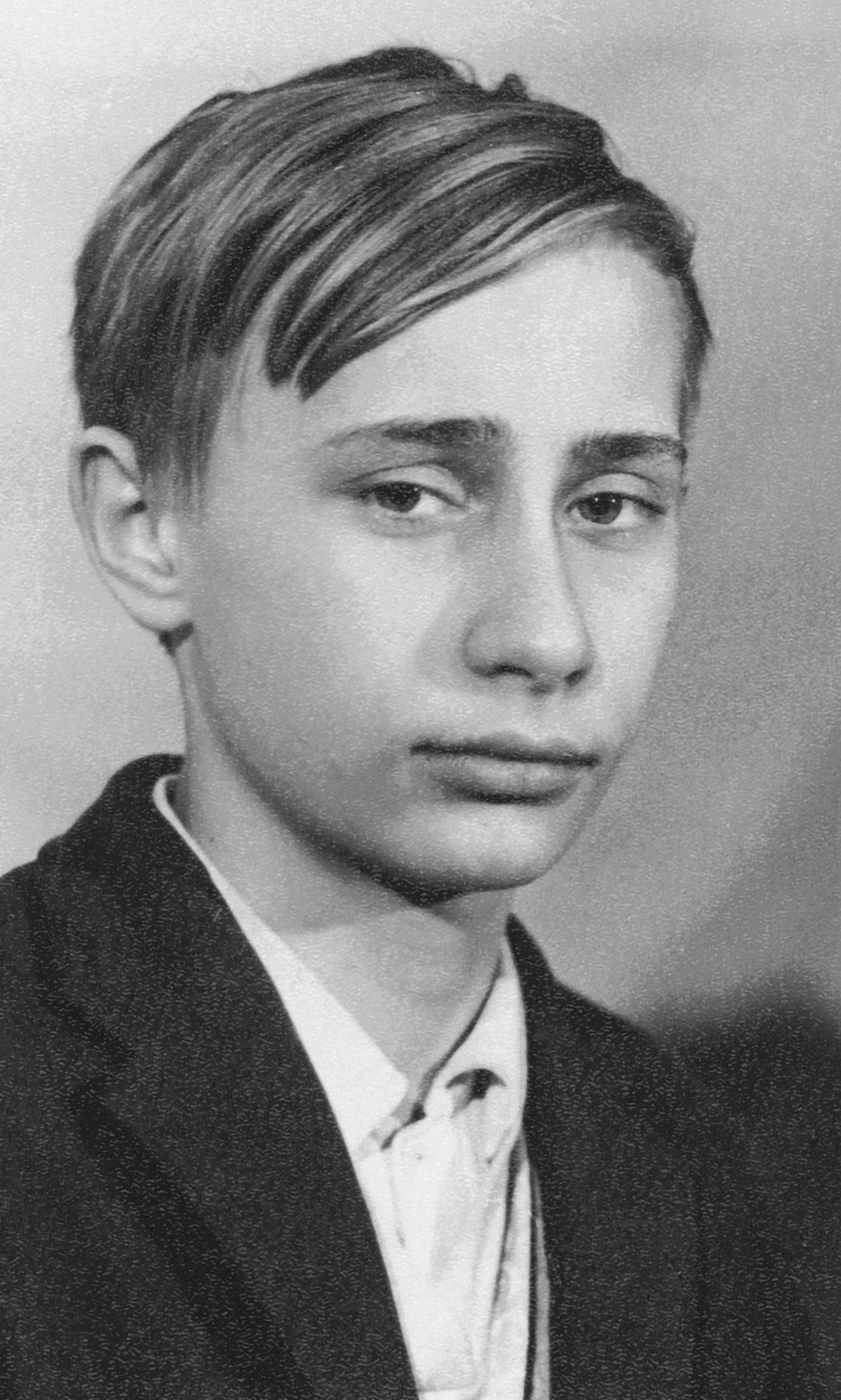
Putin, när han var 14 år gammal.

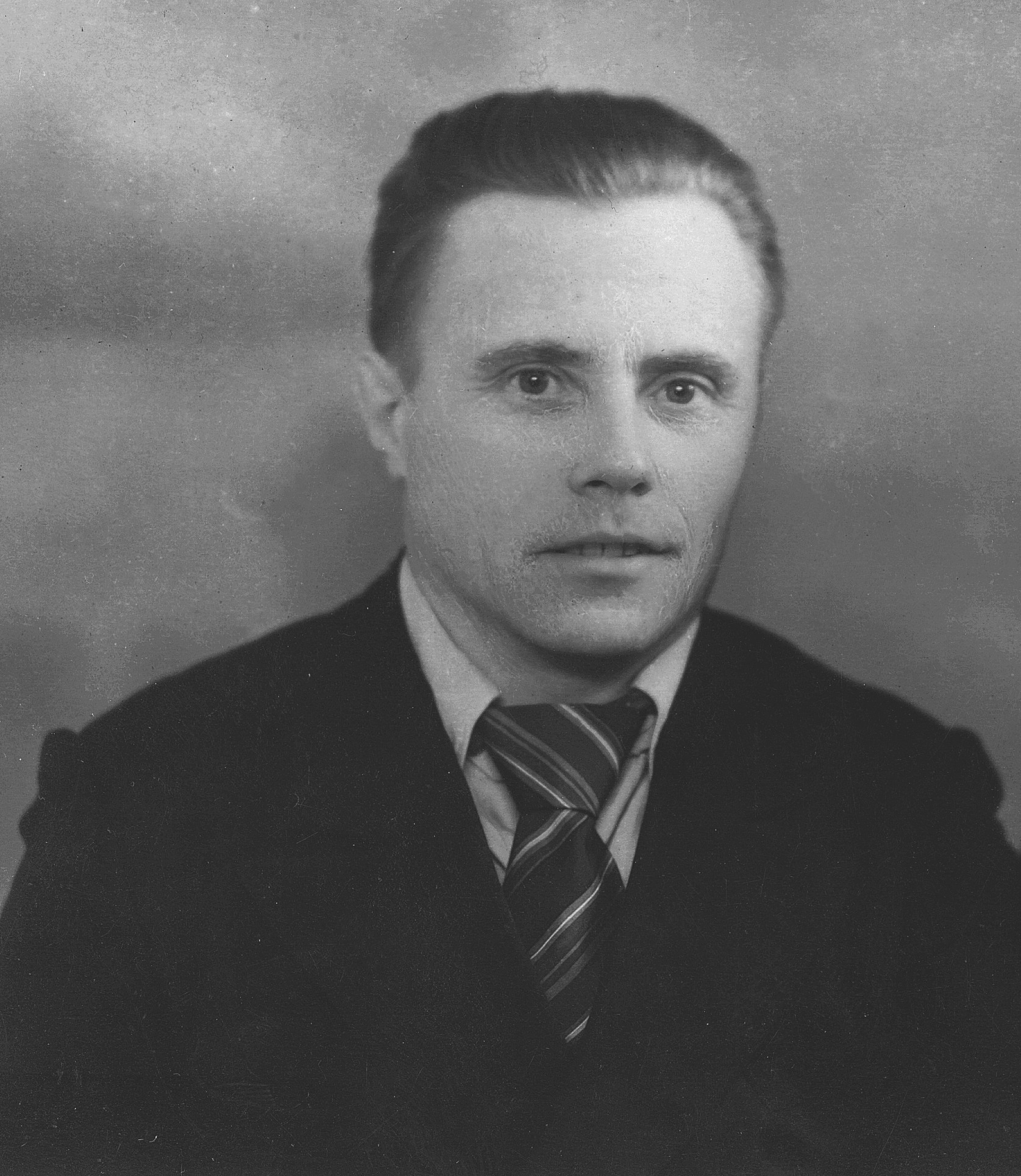
Vladimir Putins far Vladimir Spiridonovitj Putin.

### Familj
Putins farfar Spiridon Ivanovitj Putin (1879–1965) arbetade som kock åt både Vladimir Lenins fru Nadezjda Krupskaja och Josef Stalin, och därefter vid Moskvas partikommittés sanatorium i Ilinskoje.
Vladimir Putins far Vladimir Spiridonovitj Putin (1911–1999) gifte sig med hans mor Maria Ivanovna Sjelemova (1911–1998) då de var 17 år gamla. Modern började arbeta på en fabrik då de flyttade till Peterhof, en förstad till Leningrad, 1932 när fadern blev inkallad till försvaret och tjänstgjorde i ubåtsflottan.
Under andra världskriget begav sig hans far till fronten som frivillig och tjänstgjorde vid en av NKVD:s så kallade sprängbataljoner, som bedrev sabotage bakom de tyska linjerna.
Putins far blev svårt sårad vid Nevskij pjatatjok, en plats för avgörande och blodiga strider under belägringen av Leningrad, men överlevde även om han blev halt för resten av livet. Putins mor hittade honom på sjukhuset, och efter att han blivit demobiliserad började han arbeta som verkmästare vid Jegorovs vagnfabrik som gav paret ett rum i en kommunal kollektivlägenhet utan några som helst bekvämligheter.

### Uppväxt och utbildning
Vladimir Putin var familjens tredje son. Hans två äldre bröder – Viktor och Albert – föddes båda under 1930-talet. Albert dog i späd ålder och Viktor avled av difteri under Nazitysklands belägring av Leningrad under Andra världskriget. Sju år efter krigsslutet föddes Vladimir i oktober 1952. Hans föräldrar var då 41 år.
Den 1 september 1960 började Vladimir i Skola nr 193 på Baskovgatan. Han var så bråkig, att han inte antogs till pionjärerna i tredje klass som sina klasskamrater, utan först i sjätte klass. Då började han även med idrott, närmare bestämt sambo, en sovjetisk kombination av judo och brottning, och övergick sedan helt till judo, som han betraktar som en filosofi och inget för veklingar. Enligt egen utsago i biografin "Putin direkt" drömde han om att bli underrättelseagent redan innan han slutat skolan, men funderade även på att bli både sjöman och pilot. Inspirerad av boken "Svärdet och skölden", bestämde han sig för att bli spion.
I nionde klass besökte han därför KGB:s antagningskontor för att få veta hur han skulle gå till väga för att bli antagen. Där fick han veta att de inte antog personer som sökte sig till dem på eget initiativ, och att man måste ha fullgjort militärtjänstgöring eller någon civil högre utbildning, till exempel juristutbildning. I hård konkurrens lyckades Vladimir komma in på universitets juristutbildning – med omkring 40 sökanden till varje plats – och under hans fjärde år vid universitetet värvades han till KGB.
År 1975 tog Putin juristexamen med specialisering i internationell rätt vid den juridiska fakulteten vid Leningrads universitet, och skrev sin slutuppsats om mest-gynnad-nation-principen. På universitetet blev han medlem av Sovjetunionens kommunistiska parti och kvarstod tills partiet upplöstes i december 1991. På universitetet träffade han även Anatolij Sobtjak som senare spelade en viktig roll i Putins karriär. Sobtjak var då biträdande professor och föreläste om handelsrätt för Putins klass.

## Karriär

### KGB-karriär
Putin anställdes vid KGB efter sin universitetsexamen 1975.
Han genomgick en ettårig utbildning på 401:a KGB-skolan i Ochta, Leningrad och arbetade därefter en kort tid vid andra centrala direktoratet (kontraspionage), innan han blev förflyttad till första centrala direktoratet, där hans uppgifter bland annat var övervakning av utlänningar och konsulära tjänstemän i Leningrad.
Från 1985 till 1990 var Putin stationerad i Dresden, Östtyskland. Efter Tysklands återförening lämnade Putin landet och fick i juni 1991 anställning vid den utrikespolitiska delen av Leningrads universitet. Där arbetade han direkt under vicerektor Jurij Moltjanov. I sin nya position övervakade Putin studentkåren och han återupptog nu bekantskapen med Anatolij Sobtjak som blivit borgmästare i Leningrad. Putin avgick ur aktiv tjänst inom säkerhetstjänsten i början av 1992 efter den misslyckade KGB-stödda statskuppen mot den sovjetiska presidenten Michail Gorbatjov.

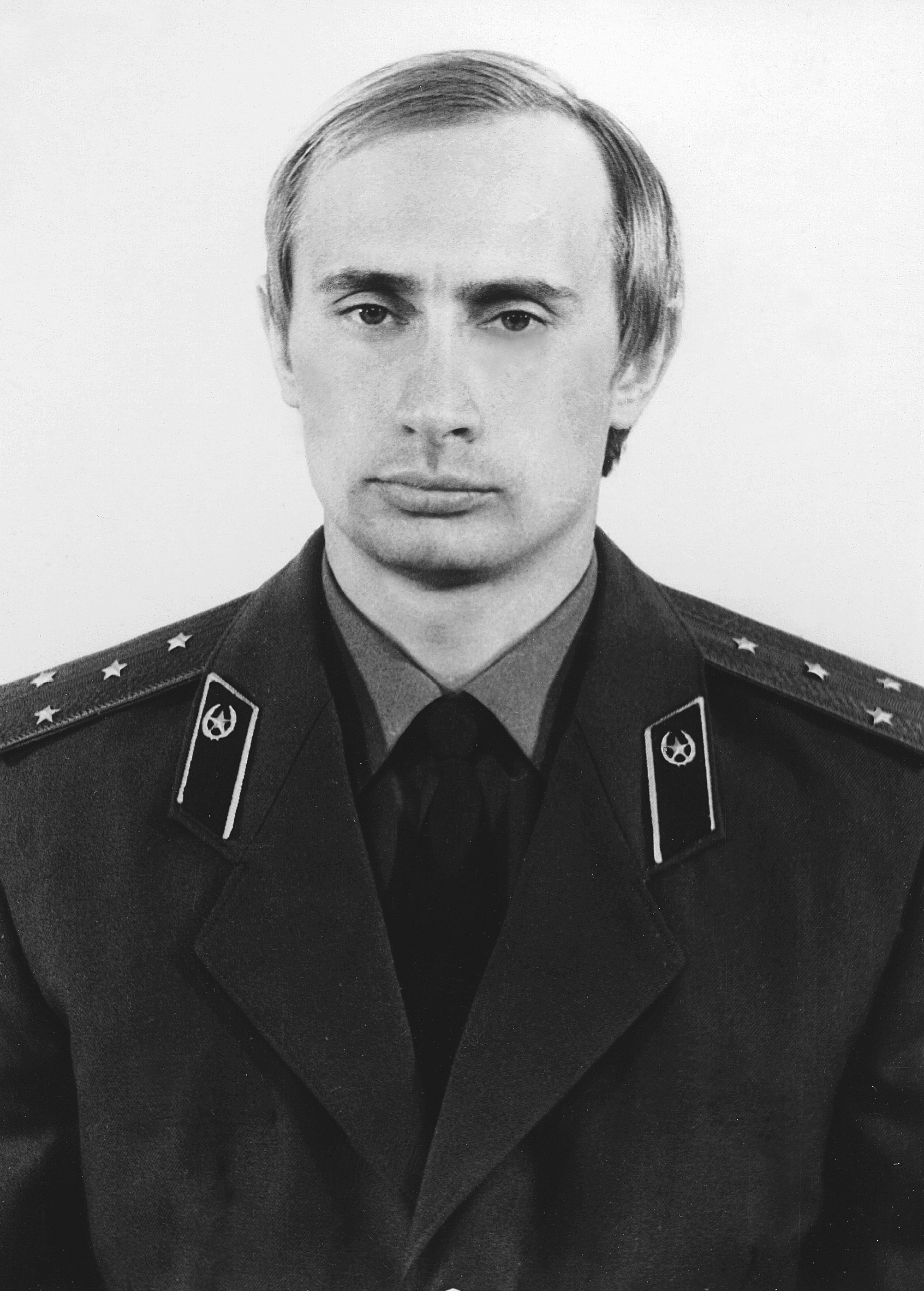
Putin i KGB-uniform.

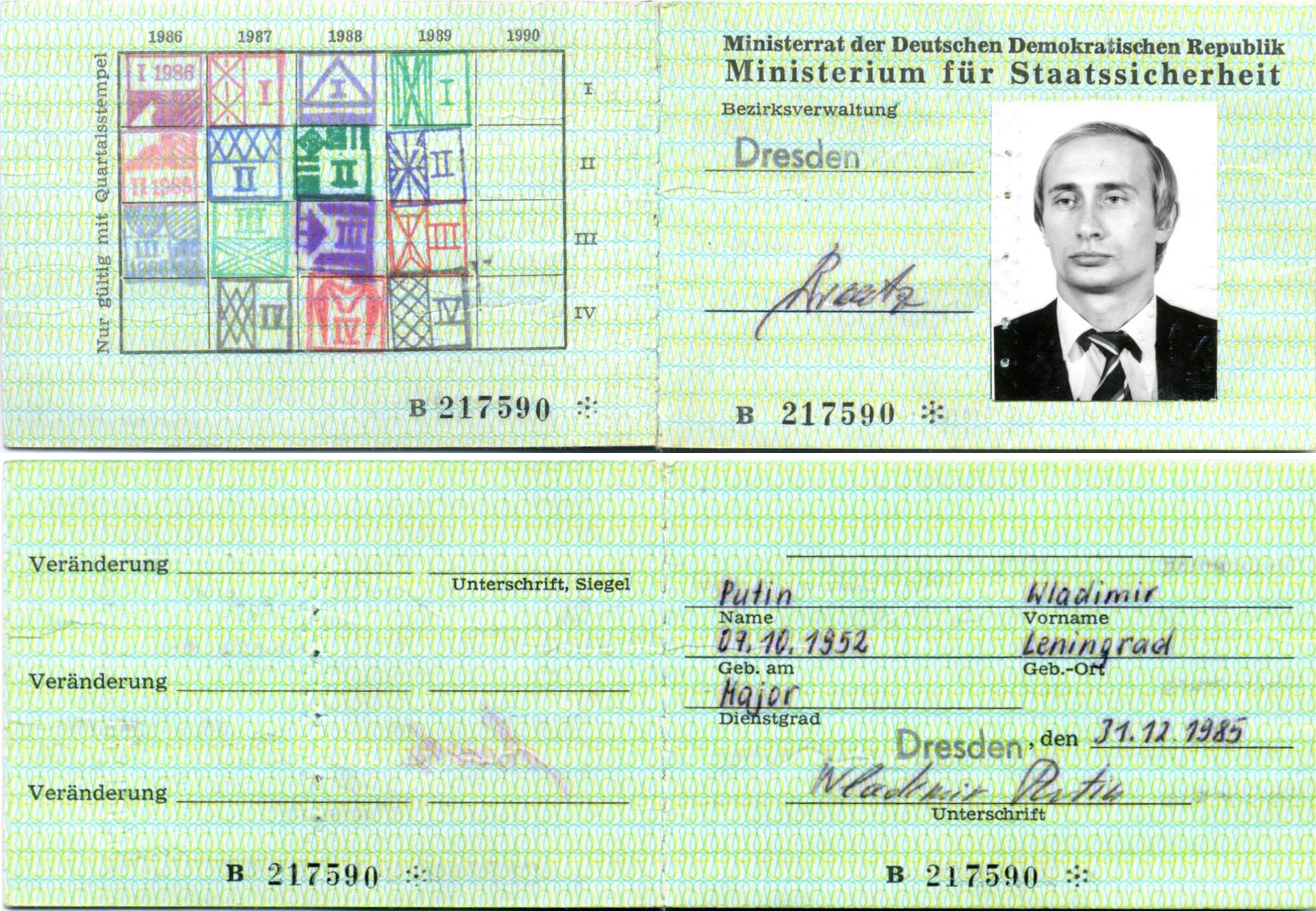
Putins ID-kort från tiden som KGB-agent.

### Tidig politisk karriär
I maj 1990 utnämndes Putin till borgmästare Anatolij Sobtjaks rådgivare i internationella frågor. Den 28 juni 1991 utsågs han till chef för kommittén för yttre förbindelser åt Sankt Petersburgs borgmästare och hade till uppgift att främja internationella relationer och utländska investeringar. Kommittén registrerade också affärsprojekt i Sankt Petersburg. Mindre än ett år senare blev Putin undersökt av en kommission från stadens lagstiftande råd. Kommissionens suppleanter Marina Salje och Jurij Gladkov kom fram till att Putin till alltför låga priser tillåtit export av metaller till ett värde av 93 miljoner dollar i utbyte mot utländskt livsmedelsbistånd som aldrig kom fram. Trots kommissionens rekommendation att avskeda Putin, förblev han chef för kommittén för yttre förbindelser fram till 1996.
Under tiden 1994 till 1997 utnämndes Putin till ett flertal andra poster i Sankt Petersburg och i mars 1994 blev han förste vice chef för stadsförvaltningen. Från 1995 till juni 1997 ledde han Sankt Petersburgsdelen av det regeringsvänliga politiska partiet Vårt hem – Ryssland. och under samma tid var han också chef för den rådgivande styrelsen för nyhetstidningen Sankt-Peterburgskije Vedomosti.
År 1996 förlorade Anatolij Sobtjak Sankt Petersburgs borgmästarval, varvid posten gick till Vladimir Jakovlev. Putin kallades till Moskva och i juni 1996 blev han utsedd till ställföreträdande chef för presidentens förvaltningsdepartement som leddes av Pavel Borodin. Putin behöll denna post fram till mars 1997. Under sin tid där var Putin ansvarig för den utländska egendom som ägdes av staten och organiserade överföringen av de tidigare tillgångarna från Sovjetunionen och det kommunistiska partiet till Ryska federationen.
Den 27 juni 1997 på Sankt Petersburgs gruvinstitut försvarade Putin sin Kandidat nauk-avhandling i nationalekonomi med titeln "Strategisk planering av regionala resurser under bildandet av marknadsförhållanden".
Den 26 mars 1997 utsåg president Boris Jeltsin Putin till biträdande chef för presidentens stab, vilket han förblev som fram till maj 1998, och chef för direktoratet för presidentens förvaltningsdepartement (fram till juni 1998). Hans företrädare var Alexej Kudrin och efterträdaren var Nikolaj Patrusjev, båda framtida framstående politiker och Putins medarbetare.
Den 25 maj 1998 utnämndes Putin till förste vice chef för Rysslands presidentadministration, en post som tidigare innehafts av Viktorija Mitina och den 15 juli blev han chef för kommissionen för utformandet av avtal om avreglering av makt från regioner.
Den 25 juli 1998 utsåg Jeltsin Putin till chef för FSB och den posten innehade han fram till augusti 1999. Han blev en permanent ledamot av säkerhetsrådet i Ryska federationen den 1 oktober 1998 och dess sekreterare den 29 mars 1999.

### Första premiärministerperioden (1999–2000)
Den 9 augusti 1999 utnämndes Putin till en av tre förste vice premiärministrar. Senare samma dag blev han, efter att den tidigare regeringen ledd av Sergej Stepasjin entledigats, utnämnd av president Boris Jeltsin till tillförordnad premiärminister för den Ryska federationen. Jeltsin meddelade också att han ville se Putin som sin efterträdare. Senare samma dag gick Putin med på att kandidera i det ryska presidentvalet 2000. Den 16 augusti godkände statsduman hans utnämning till premiärminister med 233 röster för och 84 röster mot (17 ledamöter avstod från att rösta), Han blev därmed Rysslands femte premiärminister inom en tid av 18 månader. Efter utnämningen förväntade man sig allmänt att Putin, praktiskt taget okänd för allmänheten, liksom sina föregångare inte skulle sitta länge på posten. I likhet med de tidigare premiärministrarna under Boris Jeltsin, fick Putin inte själv välja ministrar utan hans kabinett utsågs av presidenten.
Jeltsins huvudmotståndare, Moskvas borgmästare Jurij Luzjkov och tidigare premiärministern Jevgenij Primakov hade redan drivit en kampanj för att avsätta den sjuke presidenten och de motarbetade energiskt Putin i rollen som Jeltsins efterträdare. Putins budskap om lag och ordning och hans obevekliga inställning till den uppblossande krisen i norra Kaukasus, med det tjetjenska upproret och krigtillståndet i Dagestan, ökade Putins popularitet och han dominerade snart över alla sina konkurrenter.
Även om Putin formellt inte hade någon partianknytning, så lovade han stödja det nybildade partiet Enhet, som hade vunnit det näst största röstetalet (23,3 procent) i valet till statsduman 1993 och i gengäld stödde partiet Putin.
Den 31 december 1999 avgick Jeltsin oväntat och enligt konstitutionen blev Putin tillförordnad president i Ryska federationen. Samma dag besökte Putin de ryska trupperna i Tjetjenien. Den första förordning som Putin undertecknade den 31 december 1999 hade titeln "Garantier för tidigare presidenten i Ryska federationen och medlemmar av hans familj". Därmed säkerställdes att "korruptionsanklagelserna mot den avgående presidenten och hans anhöriga" inte skulle fortsätta. Den 12 februari 2001 undertecknade Putin en federal lag om garantier för tidigare presidenter och deras familjer som ersatte den tidigare undertecknade förordningen.
Medan Putins motståndare hade förberett sig för ryskt presidentval i juni 2000, föranledde Jeltsins avgång att presidentvalet hölls inom tre månader och den 26 mars 2000 vann Putin valet redan i första omgången.

### Första presidentperioden (2000–2004)

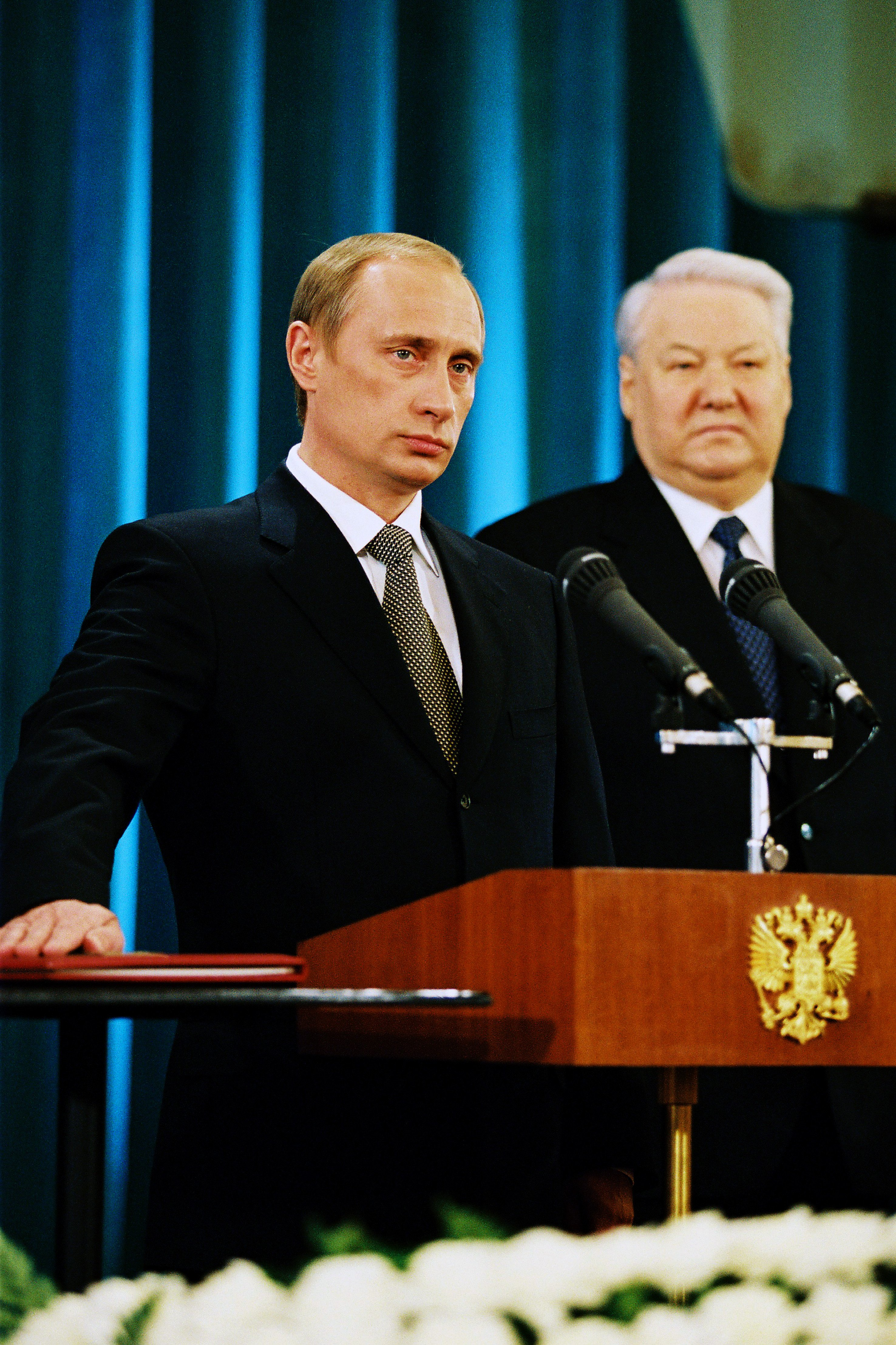
Vladimir Putin avger presidenteden den 7 maj 2000 medan Boris Jeltsin står vid hans sida.

Putin installerades som Rysslands president den 7 maj 2000. Han utsåg finansminister Michail Kasianov till sin premiärminister. Efter att ha meddelat sin avsikt att konsolidera makten i landet strikt vertikalt utfärdade han i maj 2000 ett dekret om att inrätta 7 federala distrikt, som skulle styras direkt av chefer utsedda av Putin.
De juridiska reformerna fortsatte under Putins första mandatperiod, i synnerhet vad gällde fastighetsrätten och skatterätten. Andra juridiska reformer innefattade nya lagar rörande arbete, kriminalvård, handel och civilrätt.

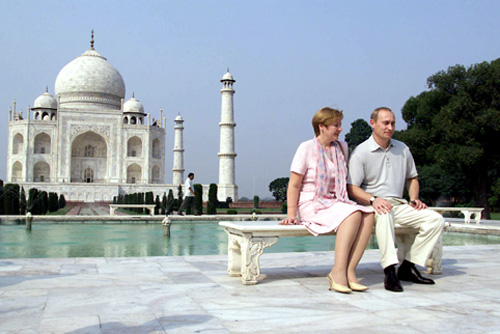
Vladimir Putin och hans dåvarande hustru Ljudmila Putina under ett besök på Taj Mahal i oktober 2000.

Den första stora prövningen kom i augusti år 2000, då Putin kritiserades för påstådd misskötsel av ubåtskatastrofen, då atomubåten Kursk förliste. I december 2000 sanktionerade Putin lagen om att ändra Rysslands nationalsång. Den textlösa nationalsången komponerad av Glinka ersattes av Alexandrovs nationalsång från sovjettiden, fast med ny text av Sergej Michalkov.
Vid gisslandramat på Dubrovkateatern i oktober 2002, då de särskilda styrkornas räddningsoperation medförde att omkring 130 personer i gisslan miste livet, trodde många att detta allvarligt skulle skada presidentens popularitet. Men kort efter att insatsen avslutats fick han rekordhöga förtroendesiffror och 83 procent av ryssarna förklarade sig nöjda med Putins insats under gisslandramat.
Några månader före presidentvalet i mars 2004 avskedade Putin Kasianovs kabinett och utsåg Michail Fradkov till ny premiärminister. Sergej Ivanov blev den förste civilisten i Ryssland att inneha försvarsministerposten.
År 2003 utlystes en folkomröstning i Tjetjenien rörande en ny konstitution, som förklarade republiken som en del av Ryssland. Tjetjenien stabiliserades successivt efter införandet av parlamentsval och en regional regering.

### Andra presidentperioden (2004–2008)
Den 14 mars 2004 omvaldes Putin till president för en andra period då han fick 71 procent av rösterna vid presidentvalet. Inför valet kritiserades Vladimir Putin alltmer för att försöka återgå till halvauktoritärt styre.
I samband med Beslandramat den 1 september 2004, där islamistiska terrorister genomförde en attack mot en skola i staden Beslan i Nordossetien, lovade Vladimir Putin samma månad att ta i med hårdhandskarna mot terrorismen i framtiden.
Putin föreslog skapandet av en offentlig kammare i Ryssland och tog initiativet till att ersätta direkta val av guvernörer och presidenter för de federala distrikten med ett system där de skulle nomineras av presidenten och sedan godkännas eller underkännas av regionala lagstiftande församlingar.
Under 2005 lanserade han nationella prioriterade projekt inom hälso- och sjukvården, utbildningsväsendet, bostadsbyggandet och jordbruket. Den mest uppmärksammade förändringen 2006 var höjningen av lönerna inom vård och utbildning samt beslutet att modernisera utrustningen i båda sektorerna under 2006 och 2007. I ett tal hållet i maj 2006 föreslog Putin utökad mödravård för kvinnor.[källa behövs]
Rysslands då rikaste man, vd:n för Yukos, Michail Chodorkovskij, anklagades för bedrägeri och skatteflykt. Processen ansågs av den internationella pressen vara en hämnd för Chodorkovskijs donationer till både liberala och kommunistiska motståndare till Kreml. Regeringen hävdade att Chodorkovskij hade korrumperat stora delar av statsduman för att förhindra ändringar i skattelagarna, såsom vinstskatten. Nyheten om Chodorkovskijs gripande mottogs positivt av den ryska allmänheten. Yukos försattes i konkurs och företagets tillgångar auktionerades ut. Den största delen förvärvades av det statliga företaget Rosneft. Yukos öde sågs i väst som ett tecken på en förskjutning i Ryssland mot ett system av statskapitalism.
Putin kritiserades i väst och även av ryska liberaler för påstådda angrepp mot mediernas frihet i Ryssland. Den 7 oktober 2006 blev Anna Politkovskaja, en journalist som hade avslöjat korruption inom den ryska armén och kritiserat dess agerande i Tjetjenien, skjuten i trapphuset utanför sin hyreslägenhet. Hennes död utlöste kritik i västliga media och Putin kritiserades för att han inte förmådde skydda landets nya oberoende medier. År 2012 greps Boris Berezovskij anklagad för mordet på Politkovskaja och Achmed Zakajev anklagad för medhjälp till mord.
Den 12 september 2007 upplöste Putin regeringen på begäran av premiärminister Michail Fradkov. Viktor Zubkov utsågs till ny premiärminister.
I valet i december 2007 fick Enade Ryssland 64,24 procent av rösterna i valet till statsduman. Den närmaste konkurrenten, Rysslands kommunistiska parti, fick cirka 12 procent av rösterna.

### Andra premiärministerperioden (2008–2012)

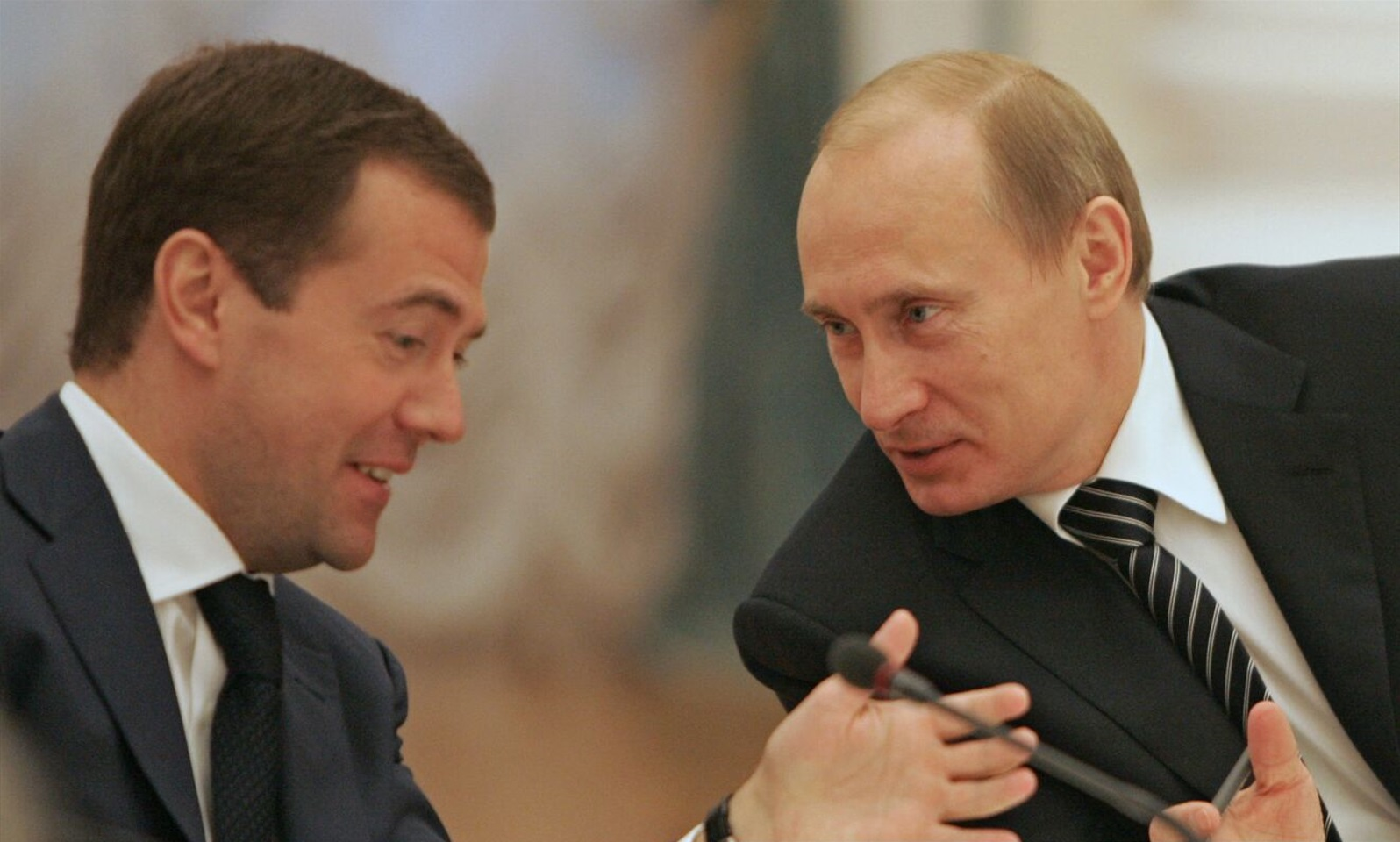
Dmitrij Medvedev och Vladimir Putin.

Enligt konstitutionen kunde Putin inte kandidera som president en tredje mandatperiod utan förste vice premiärminister Dmitrij Medvedev kandiderade och valdes till hans efterträdare. Den 8 maj 2008, dagen efter att han lämnat över presidentskapet till Medvedev, utsågs Putin till Rysslands premiärminister och bibehöll den verkliga makten.
I augusti 2008 anklagade Putin USA för att ha provocerat fram kriget i Georgien 2008 för att gynna den ene av de två presidentkandidaterna.
Naturgasledningen Nord Stream planerades sedan 2006, byggdes 2010 och invigdes i november 2011. I november 2010 lade Putin i en tysk tidningsartikel fram förslag om ett långtgående samarbete mellan EU (främst Tyskland) och Ryssland, med grunden i gasförsörjningen, industri och forskning och med visumfrihet i sikte, dock utan planer på sådana politiska reformer i Ryssland som krävs för EU-medlemskap.

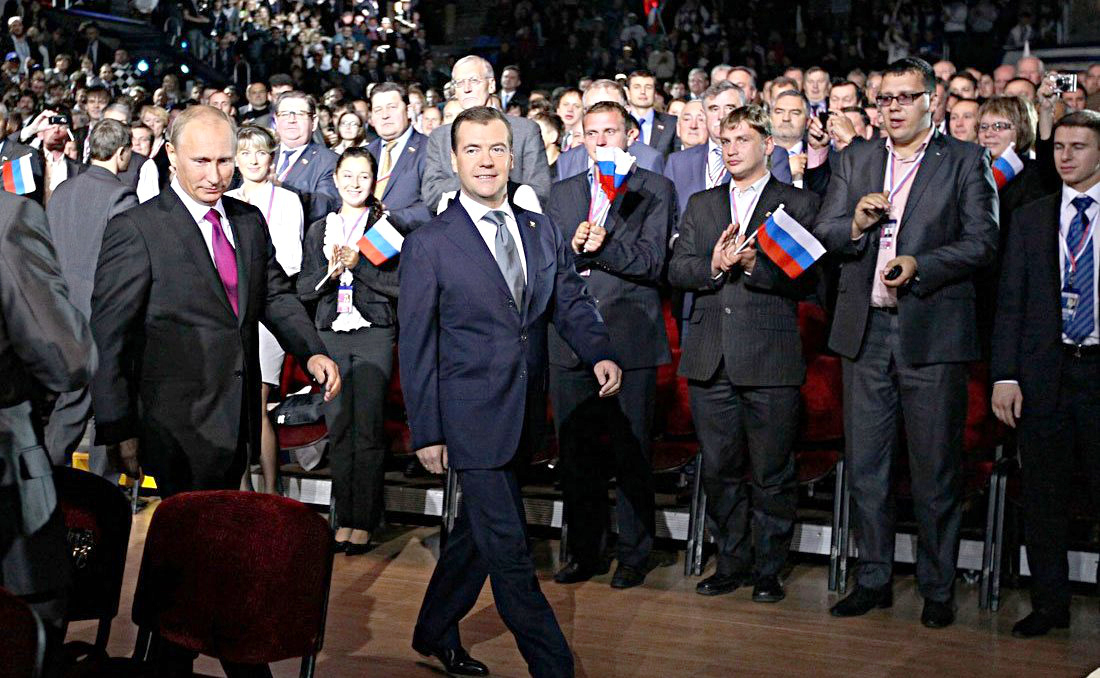
Putin och Medvedev på Enade Rysslands kongress den 24 september 2011.

På Enade Rysslands kongress i Moskva den 24 september 2011 föreslog Medvedev att Putin åter skulle kandidera som president i presidentvalet 2012. Putin accepterade och vann valet den 4 mars 2012.
Efter parlamentsvalet den 4 december 2011 protesterade många och anklagade Putin och Enade Ryssland för valfusk. Den 10 december 2011 genomfördes de största protesterna sedan kommunismens fall 1991. De demonstrerande krävde Putins och andra politikers avgång och att valresultatet skulle ogiltigförklaras. Den 24 december 2011 genomfördes ännu större demonstrationer i Moskva, som krävde "rättvisa val" och Putins förre finansminister Alexei Kudrin efterlyste nyval.

### Tredje presidentperioden (2012–2018)
Putin tillträdde 7 maj 2012 åter som president och bytte därmed plats med den sittande presidenten Dimitrij Medvedev som tog över Putins roll som premiärminister. Denna mandatperiod präglades bland annat av Krimkrisen, och Rysslands annektering av Krim i februari och mars 2014. Annekteringen ledde till stor popularitet i Ryssland, men kritiserades starkt av omvärlden.
Den 30 september 2015 gav sig Ryssland in i Syrienkriget på Bashar al-Assads sida.
Den 24 november 2015 sköt Turkiet ner ett ryskt stridsflygplan, vilket ledde till allvarliga relationsproblem mellan Ryssland och Turkiet.

### Fjärde presidentperioden (2018–)
Putin tillträdde 18 mars 2018 åter som president. Vid valet i mars 2018 erhöll han 76 procent av rösterna, vilket är för Putins del blev högsta siffrorna någonsin.
Den 10 mars 2020 röstade Rysslands statsduma för en grundlagsändring, som gjorde att Vladimir Putin tillåts sitta kvar som rysk president fram till år 2036. Vid en folkomröstning i slutet av juni och början av juli samma år röstade majoriteten också för dessa grundlagsändringar. Folkomröstningen kritiserades för att vara betydelselös.
Det tidiga 2020-talet präglades också av coronaviruspandemin. Den 11 augusti 2020 meddelade Vladimir Putin att Rysslands hälsoministerium godkänt världens första coronavaccin. Vaccinet kallades för Sputnik V, och hade i april 2021 nödgodkänts för användning i nästan 60 länder.
I september 2021 fick Putins parti Enade Ryssland ungefär hälften av rösterna vid parlamentsvalet, en nedgång jämfört med 2016 års val men det gav fortfarande en betryggande majoritet i duman. För första gången sedan 1993 tilläts inga valobservatörer från Organisationen för säkerhet och samarbete i Europa, OSSE, att bevaka valet, vallokalerna och rösträkningen. Den oberoende valövervakningsorganisationen Golos redogjorde för tusentals rapporter om oegentligheter i samband med dumavalet. Ett omfattande valfusk förekom såväl kring själva valet som kring rösträkningen och den digitala röstningen manipulerades. Enade Ryssland behöll två tredjedelars majoritet i underhuset, duman.
Den 24 februari 2022 inledde Ryssland en fullskalig invasion av Ukraina, som bemöttes av stark kritik från omvärlden. Vladimir Putin varnade också omvärlden från att gå till direkt attack mot Ryssland, och påpekade att Ryssland besitter kärnvapen.
Den 17 mars 2023 utfärdade Internationella brottmålsdomstolen i Haag en internationell arresteringsorder mot Putin för misstänkta krigsbrott.

## Rysk politik och utveckling under Putin

Rysslands BNP sedan slutet av Sovjetunionen.

### Allmän utveckling
Under Putins första presidentperiod växte Rysslands ekonomi i genomsnitt med 7 % per år (2000: 10%, 2001: 5,1 %, 2002: 4,7 %, 2003: 7,3 %, 2004: 7,2 %, 2005: 6,4 %, 2006: 8,2 %, 2007: 8,5 %), vilket gjorde det till den 7:e största ekonomin i världen i köpkraft. Rysslands nominella bruttonationalprodukt (BNP) ökade med 6 punkter och klättrade från den 22:a till den 10:e största i världen. Under 2007 översteg Rysslands BNP den som varit i Ryska SFSR år 1990, vilket betydde att landet hade övervunnit de förödande konsekvenserna av finanskrisen 1998 och depressionen på 1990-talet.
Under Putins 8 år som president ökade industrin med 76 %, investeringarna ökade med 125 % och jordbruksproduktionen samt tillverkningen ökade. Realinkomsterna mer än fördubblades och den genomsnittliga månadslönen åttafaldigades från $80 till $640. Från 2000 till 2006 ökade volymen av konsumentkrediter 45 gånger och medelklassen växte från 8 till 55 miljoner. Antalet personer som levde under fattigdomsgränsen minskade från 30 % år 2000 till 14 % år 2008.
År 2001 införde Putin som har förespråkat liberal ekonomisk politik en fast skattesats på 13 %; företagarnas skattesatser minskade också från 35 % till 24 %; småföretagarna fick också en bättre ställning. Det gamla systemet med höga skattesatser har ersatts av ett nytt system där företagen kan välja antingen en 6-procentig skatt på bruttointäkter eller 15-procentig skatt på vinster. Totalt är skattetrycket lägre i Ryssland än i de flesta europeiska länder.
Ett centralt begrepp i Putins ekonomiska tänkande var skapandet av så kallade nationella mästare, vertikalt integrerade företag inom strategiska sektorer som inte bara förväntas söka vinst, utan också att "främja nationens intressen". Exempel på såna företag är Gazprom, Rosneft och United Aircraft Corporation.
Innan Putin-eran år 1998 var över 60 % av Rysslands industri produktionsomsättningen grundad på byteshandel och olika monetära ersättningar. Användningen av sådana alternativ till pengar har idag fallit i onåd, vilket har ökat den ekonomiska produktiviteten avsevärt. Förutom att höja lönerna och öka konsumtionen har Putins regering fått beröm för att eliminera de tidigare problemen.
En del av oljeintäkterna går till stabiliseringsfonden som inrättades 2004. Fonden ackumulerar oljeintäkter, som tillät Ryssland återbetala hela Sovjetunionens skulder år 2005. I början av 2008 delades det upp till en "Reserve Fund" (för att skydda Ryssland från möjliga globala finansiella chocker) och till den nationella välfärdsfonden, vars intäkter ska användas för en pensionsreform.
Inflationen fortsatte dock att vara ett problem, precis som mellan 1999 och 2007 höll den prognosen endast två gånger, och under 2007 översteg inflationen den som varit 2006 och som sedan fortsatt en uppåtgående trend sedan i början av 2008. Den ryska ekonomin är fortfarande råvarudriven trots sin tillväxt. Utbetalningar från bränsle- och energisektorn i form av tullar och skatter svarade för nästan hälften av den federala budgetens intäkter. Den stora majoriteten av Rysslands export utgörs av råvaror och gödningsmedel även om exporten i sin helhet utgjorde endast 8,7 % av BNP 2007 jämfört med 20,0 % år 2000.

### Industriell utveckling

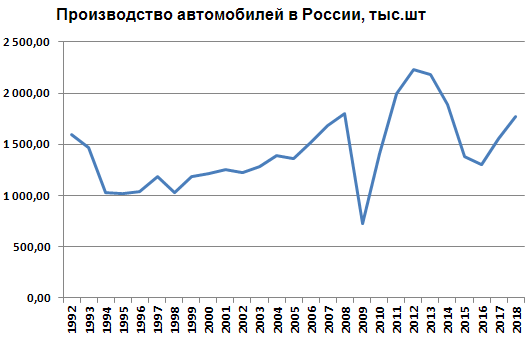
Det totala antalet bilar och lastbilar tillverkade i Ryssland mellan 2000 och 2008. Bilindustrin i Ryssland ökade kraftigt under denna perioden, och har fortsatt växa efter finanskrisen 2008–2009.

För att öka marknadsandelen för lokalt producerade fordon och för att stödja Rysslands fordonsindustri har regeringen under Putin genomfört flera protektionistiska åtgärder och inlett ett program för att locka utländska producenter in i landet. I slutet av 2005 antog regeringen en lagstiftning för att skapa särskilda ekonomiska zoner (SEZ) i syfte att uppmuntra utländska investeringar i bilföretag. Fördelarna med att driva företag i de särskilda ekonomiska zonerna innefattar skatteavdrag och avskaffandet av skatt på tillgångar och fastighetsskatt samt skydd mot förändringar i skattesystemet. Vissa regioner ger också omfattande stöd för stora investerare (över 100 miljoner dollar). Dessa inkluderar Sankt Petersburg/Leningrad oblast, Kaluga oblast och Kaliningrad oblast. Under Putins tid som president och premiärminister har de flesta av världens största bilföretag öppnat fabriker i Ryssland, bland annat Ford Motor Company, Toyota, General Motors, Nissan, Hyundai Motor, Suzuki, Magna International, Scania och MAN SE.
År 2005 inledde Putin ett konsolideringsprogram av flygbranschen för att få de största flygplanstillverkarna under en och samma paraplyorganisation, United Aircraft Corporation (UAC). Syftet var att optimera produktionen och minimera förluster. Programmet var uppdelat i tre delar: omorganisation och krishantering (2007–2010), utveckling av befintliga projekt (2010–2015) och ytterligare framsteg inom den nya strukturen (2015–2025).
UAC, en av de så kallade nationella mästarna och som är jämförbara med EADS i Europa fick betydande ekonomiskt stöd från den ryska regeringen, och injicerade pengar till de företag som hade förvärvats för att förbättra dess finansiella ställning. Leveranserna av civila flygplan ökade till 6 under 2005, och under 2009 hade ökat till 15 flygplan sammanlagt värt 12,5 miljarder rubel, främst till inhemska kunder. Sedan dess har Ryssland framgångsrikt testat femte generationens stridsplan, Suchoj PAK FA, och påbörjat den kommersiella produktionen av regionala passagerarplan Suchoj Superjet 100, samt börjat utveckla ett antal andra större projekt.
På ett liknande sätt skapade Putin United Shipbuilding Corporation under 2007, vilket ledde till återvinning och återhämtning av den ryska fartygsindustrin. Sedan 2006 har mycket arbete lagts på utveckling av Rosatom, som ledde till förnyat byggande av kärnkraftverk i Ryssland samt en stor satsning utomlands genom att köpa stora andelar i världens ledande företag i uranproduktion samt att bygga kärnkraftverk i många länder, däribland Iran, Kina, Vietnam och Belarus. Under 2007 bildades Rusnano i syfte att främja vetenskap, teknik och high-tech industrins utveckling i Ryssland.

### Energipolitik

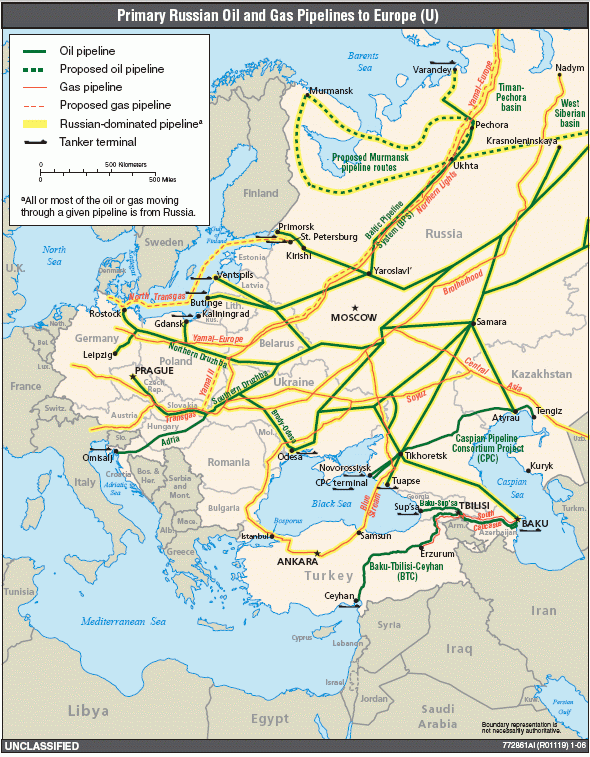
Under stora delar av Vladimir Putins tid vid makten stärkte Ryssland sin position som en viktig olje- och gasleverantör till stora delar av Europa.

Under 2000-talet har Rysslands stora olje- och gastillgångar förvandlats till landets största inkomstkälla och också ökat landets internationella inflytande. Ryssland beskrivs ofta i media som en energisupermakt. Putin övervakade den allt växande beskattningen av olje- och gasexport vilken fyllde på den ryska budgeten, medan olje- och gaspriser, produktion och export betydligt växte.
Putin försökte till Rysslands fördel in sig på den europeiska energimarknaden genom att bygga gasledningar genom Ukraina och det nya Europa. De gasledningsprojekt som stöds av Putin inkluderar Blue Stream från Ryssland till Turkiet (byggd på Svarta havets botten), Nord Stream från Ryssland till Tyskland (den längsta nedsänkta gasledningen i världen, byggd på Östersjöns botten) och den planerade South Stream från Ryssland till Balkan och Italien (via Svarta havet). Ryssland underminerade också det rivaliserande gasledningsprojektet Nabucco genom att köpa turkmensk gas och transportera in den i ryska rörledningar.
Men Ryssland har också diversifierat sina exportmarknader genom att bygga Trans-Siberian Pipeline till Kina, Japan och Korea, samt gasledningen Sakhalin-Khabarovsk-Vladivostok i ryska fjärran Östern. Ryssland har byggt LNG-anläggningen på Sachalin och bygger en annan i Primorye i syfte att öka gasexporten. Samtidigt har Ryssland i Finska viken byggt en stor Ust-Lugastation som är ansluten till Östersjöns andra ledningssystem, vilket gör det möjligt att exportera olja utan att gå genom hamnarna i Baltikum. Medan andelen bearbetad olja växer långsamt byggs stora oljeraffinaderier i Tatarstan och i andra regioner i Ryssland.
Putin bestämde också att fortsätta byggandet av stora vattenkraftverk, såsom Bureya Dam och Boguchany Dam, samt en restaurering av kärnkraftsindustrin i Ryssland, med cirka 1 biljon rubel ($42,7 miljarder) tilldelat från den federala budgeten till kärnkraft- och industriutveckling före 2015. Ett stort antal kärnkraftverk och enheter byggs för närvarande av Rosatom i Ryssland.

### Arktisk politik

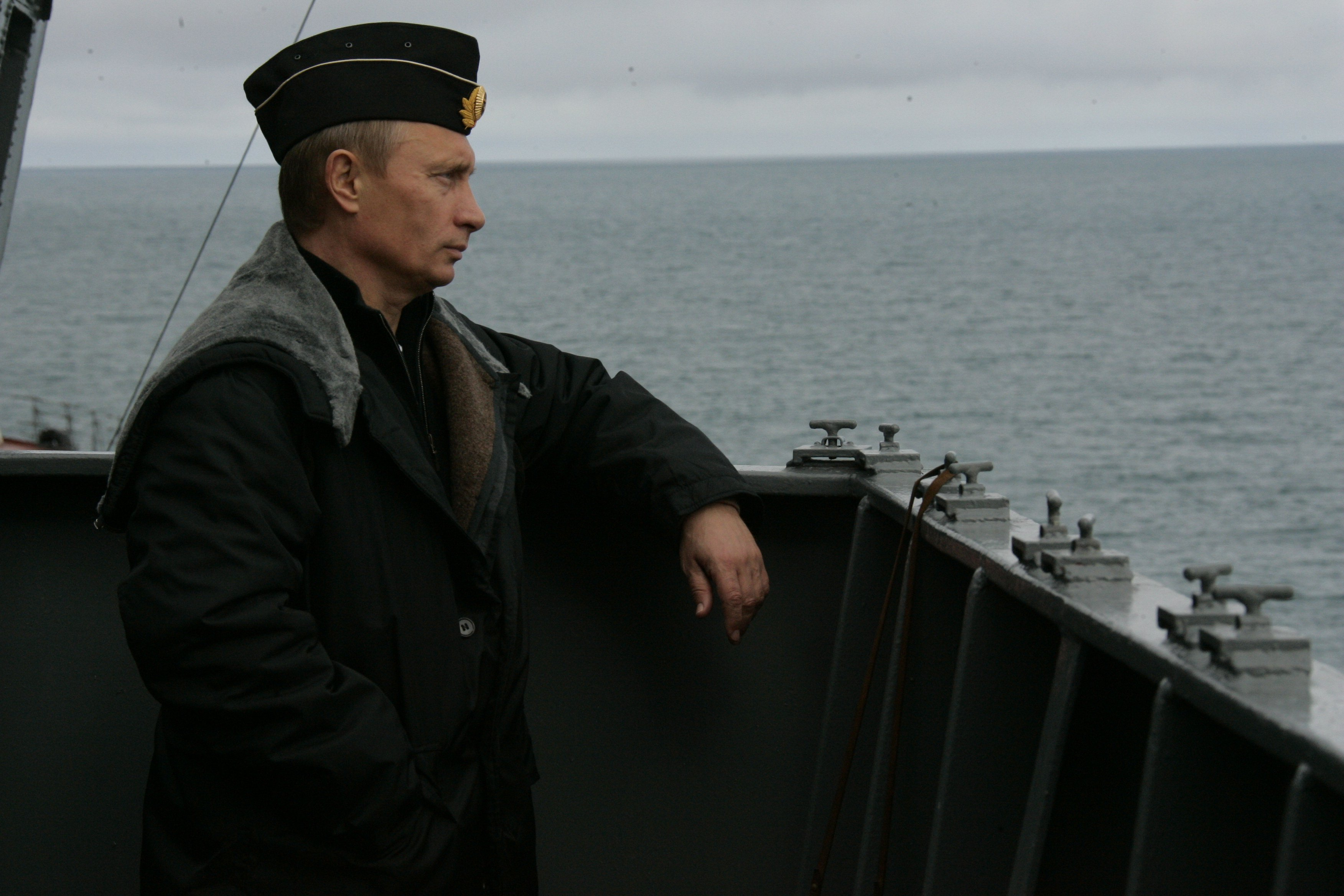
Putin ombord på stridsfartyget Pjotr Velikij under den nordliga flottans manövrar i Barents hav i augusti 2005.

Putin har försökt att öka Rysslands militära och ekonomiska närvaro i Arktis. I augusti 2007 fäste en rysk expedition vid namn Arktika 2007, under ledning av Artur Tjilingarov, en rysk flagga på havsbotten under Nordpolen. I juni 2008 meddelade General Vladimir Sjamanov att Ryssland skulle öka den operativa radien av norra flottans ubåtar, och i juli 2011 meddelade försvarsminister Anatolij Serdjukov Rysslands planer på att stationera två brigader på Arktis.
Ett program med flytande kärnkraftverk planeras för att ge ström till ryska arktiska kuststäder och gasplatåer. Det första verket i programmet, Akademik Lomonosov med en effekt på 70 MW planerades att tas i drift 2012, men togs i drift först 2020. Prirazlomnoye-fältet, ett avlägset oljefält i Petjorahavet som kommer att omfatta upp till 40 brunnar, är för närvarande under konstruktion samt borrning och förväntas tas i drift i början av 2012. Den kommer att ha världens första isresistenta oljeplattform och kommer också att vara det första kustplattformen i Arktis.
I augusti 2011 undertecknade Rosneft ett avtal med Exxon Mobil att få oljetillgångar i utbyte mot gemensam utveckling av de ryska arktiska resurserna för båda företagen. Avtalet innehåller en $3,2 miljarders kolväteutforskning av Kara och Svarta havet, samt gemensam utveckling av isresistenta borrplattformar och annan arktisk teknik. "Omfattningen av investeringen är mycket stor. Det är skrämmande att uttala sådana enorma siffror", sade Putin vid undertecknandet affären.

### Miljöpolitik
Den 5 november 2004 undertecknade Putin Kyotoprotokollet med syfte att minska utsläppen av växthusgaser. Ryssland genomförde dock aldrig de obligatoriska nedskärningarna, eftersom Kyotoprotokollet begränsade utsläppen till en procentuell ökning eller minskning från 1990 års nivåer och Rysslands utsläpp av växthusgaser minskade betydligt under 1990-talet på grund av den kraftiga nedgången i den ekonomiska produktionen efter upplösningen av Sovjetunionen.
Putin övervakar personligen och har genomfört en rad av skyddsprogram för sällsynta och hotade djur i Ryssland:
- Sibiriska tigerprogrammet[128]
- Vitvalsprogrammet[129]
- Isbjörnsprogrammet[130]
- Snöleopardsprogrammet[131]

### Religiös och nationell politik

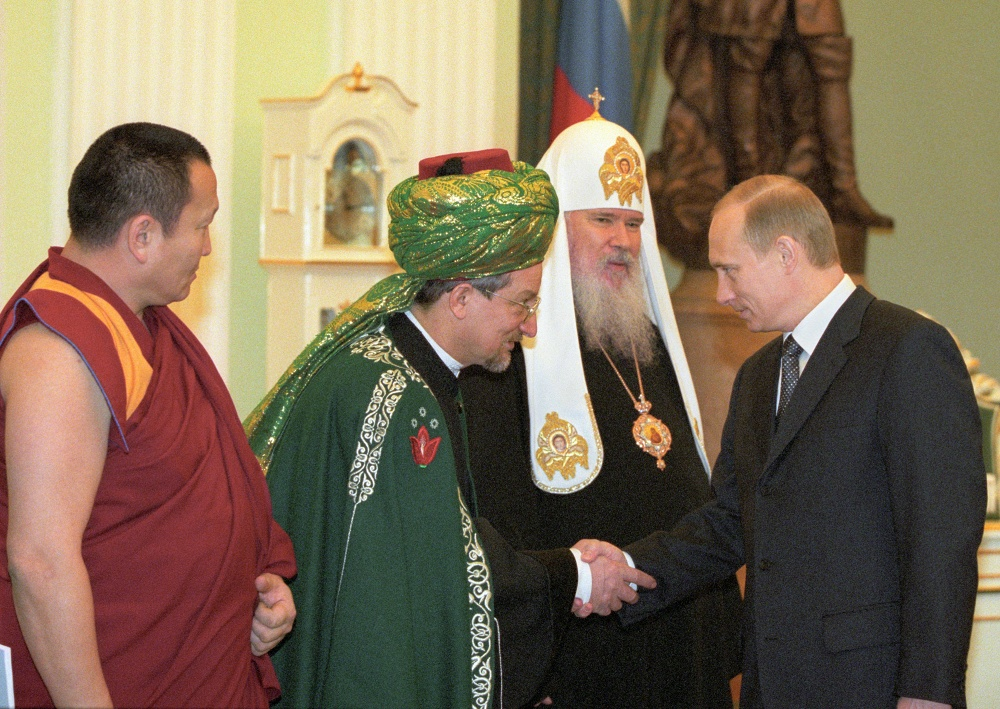
Putin i möte med Rysslands religiösa ledare i februari 2001.

Ortodox kristendom, islam, buddhism och judendom definieras av lag som Rysslands traditionella religioner och en del av Rysslands "historiska arv" men har haft begränsat statligt stöd under Putins tid. Stora rekonstruktions- och renoveringsprogram av tempel och kyrkor började på 1990-talet och har fortsatt under Putins tid. Staten har tillåtit undervisning av religion i skolorna (föräldrar är försedda med ett val för sina barn att lära sig grunderna i en av de traditionella religionerna eller grunderna i sekulär etik)
Putin deltar regelbundet på de viktigaste gudstjänsterna i den ryska ortodoxa kyrkan på de viktigaste ortodoxa kristna helgdagarna. Han har skapat goda relationer med patriarkerna av den ryska kyrkan, den numera avlidne Aleksij II av Moskva (patriark 1990–2008; hans död) och den nuvarande (2009–) Kirill av Moskva. Som president var han en aktiv roll för att återställa relationerna mellan den Moskva-baserade ryska ortodoxa kyrkan och den ryska ortodoxa kyrkan utanför Ryssland efter 80 år av schism.
Putin och Enade Ryssland åtnjuter högt väljarstöd i de nationella republikerna i Ryssland, särskilt i de muslimska republikerna Povolzhye och Norra Kaukasien.[källa behövs] Enligt JTA är Putin populär bland det rysk-judiska samfundet som ser honom som en kraft för stabilitet. Rysslands högsta rabbin, Berel Lazar, har sagt följande om Putin; "Putin har ägnat stor uppmärksamhet åt behoven i vårt samhälle och behandlat oss med en djup respekt."

### Sportutveckling
Den 4 juli 2007 framförde Putin ett tal på engelska till delegater på det 119:e Internationella olympiska kommittémötet i Guatemala City efter att man hade valt att hålla Olympiska vinterspelen och Paralympiska vinterspelen i Sotji 2014, de första ryska Olympiska vinterspelen någonsin. År 2008 vann staden Kazan tävlingen om att få anordna Sommaruniversiaden 2013, och den 2 december 2010 meddelades att Ryssland skulle få stå som värd för arrangörskapet av Fifa Confederations Cup 2017 och Världsmästerskapet i fotboll 2018, vilket blev för första gången i Rysslands historia som turneringen spelades där.
Andra stora turneringar som landet har arrangerat inkluderar Världsmästerskapen i friidrott 2013 i Moskva och Världsmästerskapen i simsport 2015 i Kazan (inget av evenemangen har hållits i Ryssland tidigare), och Världsmästerskapet i ishockey för herrar 2000, 2007 och 2016. Förberedelser för dessa stora internationella evenemang, i särskilda fall i Sotji och Kazan, innefattade modernisering och uppbyggnad av infrastrukturen i hela regioner i Ryssland och inte bara sportarenor, utan även transport, energi, kommunikationer, bostäder och övriga offentliga nyttigheter.
Som en reaktion mot Rysslands invasion av Ukraina i februari 2022 uteslöts ryska deltagare från deltagande i internationella tävlingar i en stor mängd idrotter. Dessutom valde både enskilda idrottare och idrottsförbund att avstå från deltagande i idrottstävlingar arrangerade i Ryssland.

## Privatliv

### Familj

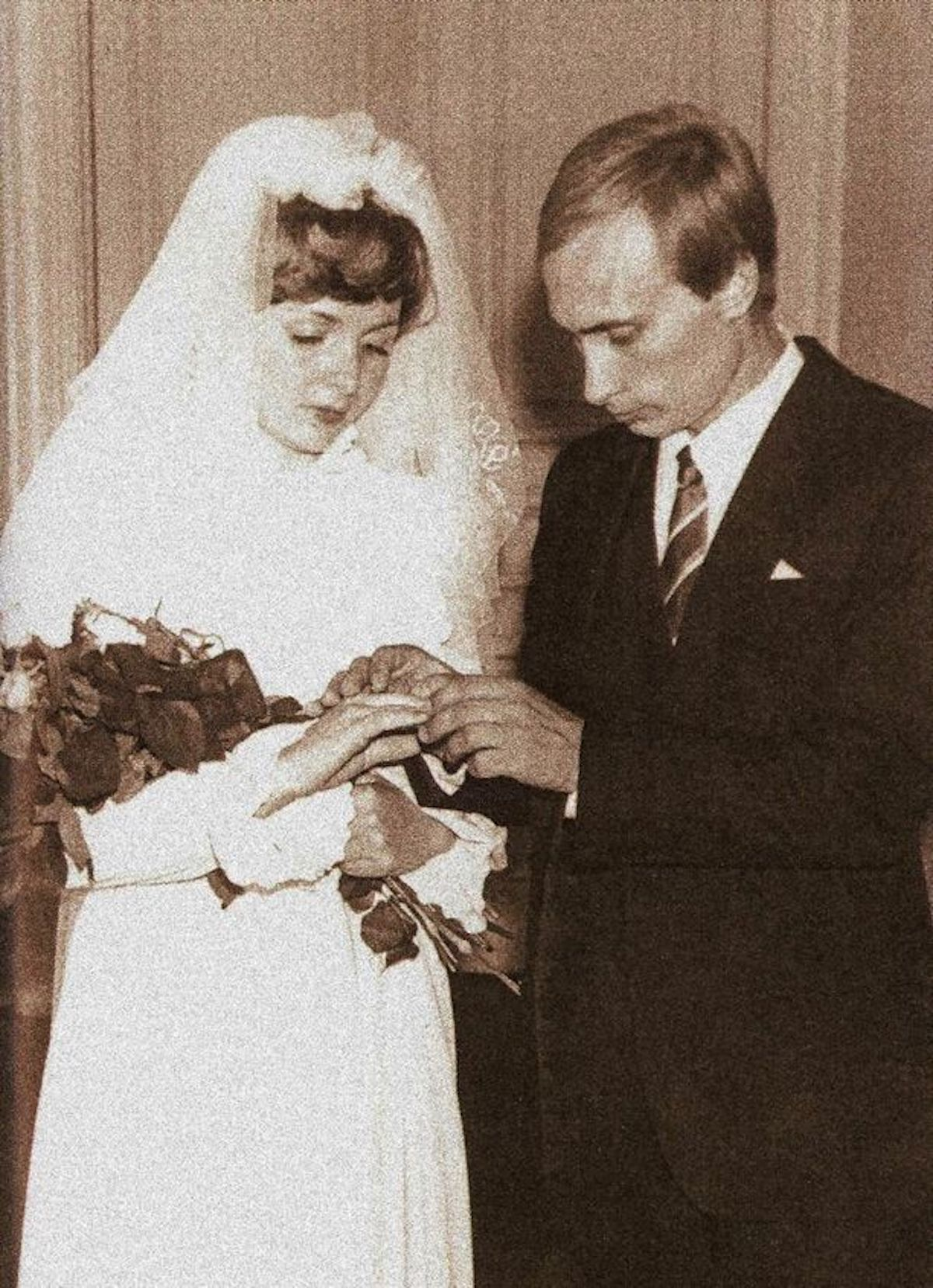
Putin och Ljudmila Putina under deras bröllop den 28 juli 1983.

Den 28 juli 1983 gifte sig Putin med Kaliningrad-födda Ljudmila Sjkrebneva. Hon var vid denna tid doktorand på den spanska grenen av filosofiavdelningen vid Leningrads Universitet och hade tidigare arbetat som flygvärdinna. 2013 meddelade paret att de separerat.

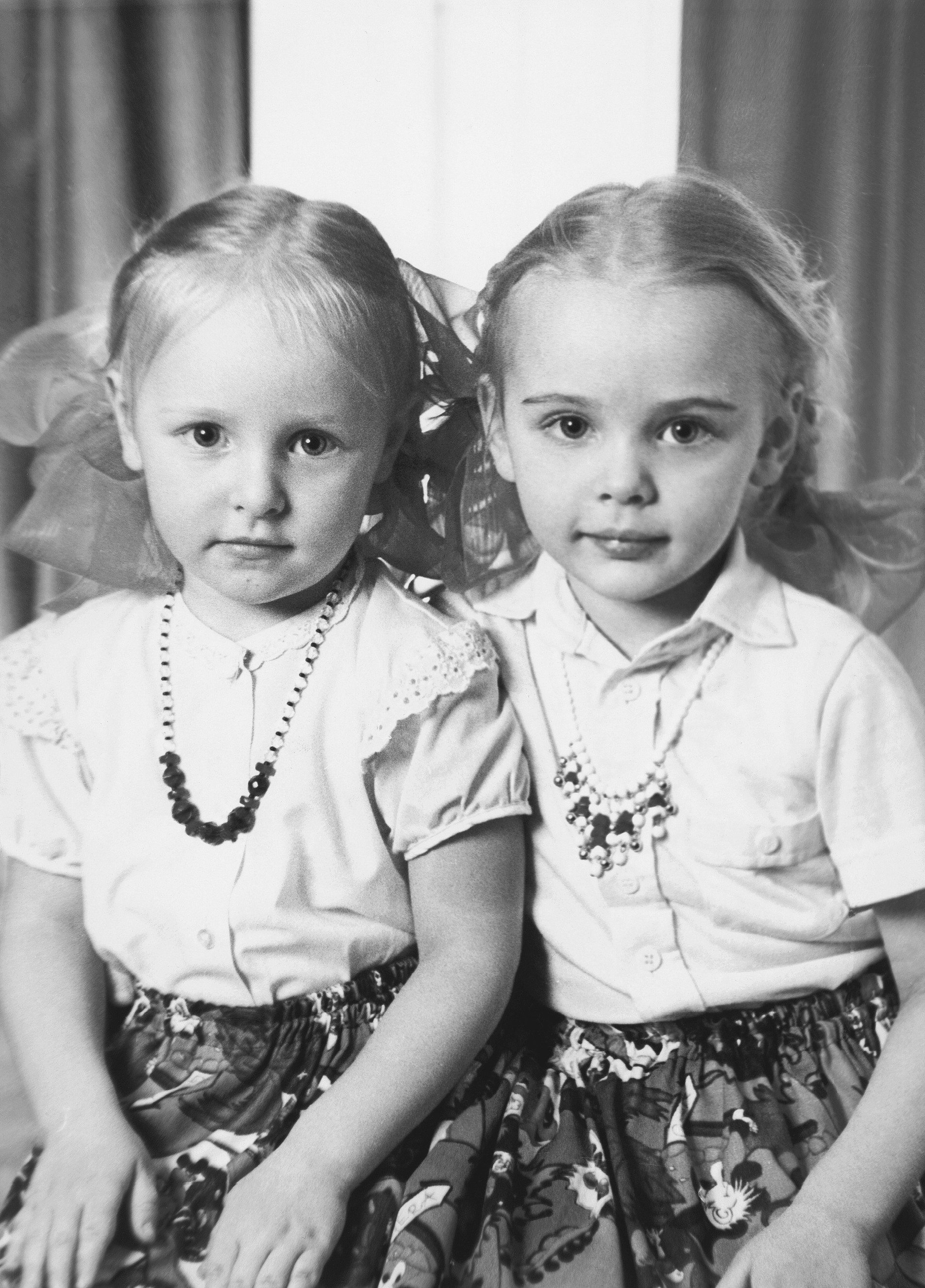
Putins döttrar: Jekaterina till vänster och Marija till höger, 1988.

De har två döttrar, Marija Vorontsova (född 28 april 1985 i Leningrad) och Jekaterina Tikhonova (född 31 augusti 1986 i Dresden). Döttrarna växte upp i Östtyskland och gick på Tyska skolan i Moskva fram till att Putin blev premiärminister. Efter det studerade de internationell ekonomi vid Moskvas finansakademi, även om det inte var officiellt på grund av säkerhetsskäl. Vladimirs kusin Igor Putin är chef vid Master Bank.

### Språk
Förutom ryska talar Putin flytande tyska då hans familj brukade tala tyska i hemmet. Efter att han utsågs till president har det rapporterats att Putin tagit lektioner i engelska och han har setts samtala direkt med den dåvarande, amerikanske presidenten, George W. Bush, och andra människor vars modersmål är engelska, i informella situationer. Han fortsätter däremot att använda tolk för formella samtal. Putin talade engelska offentligt för första gången under ett statsbesök i Storbritannien på Buckingham Palace under 2003, bland annat framförde han sina kondoleanser till drottning Elizabeth II efter att hennes mor avlidit. Han framförde sitt tal inför Internationella olympiska kommittén på engelska.

### Religion

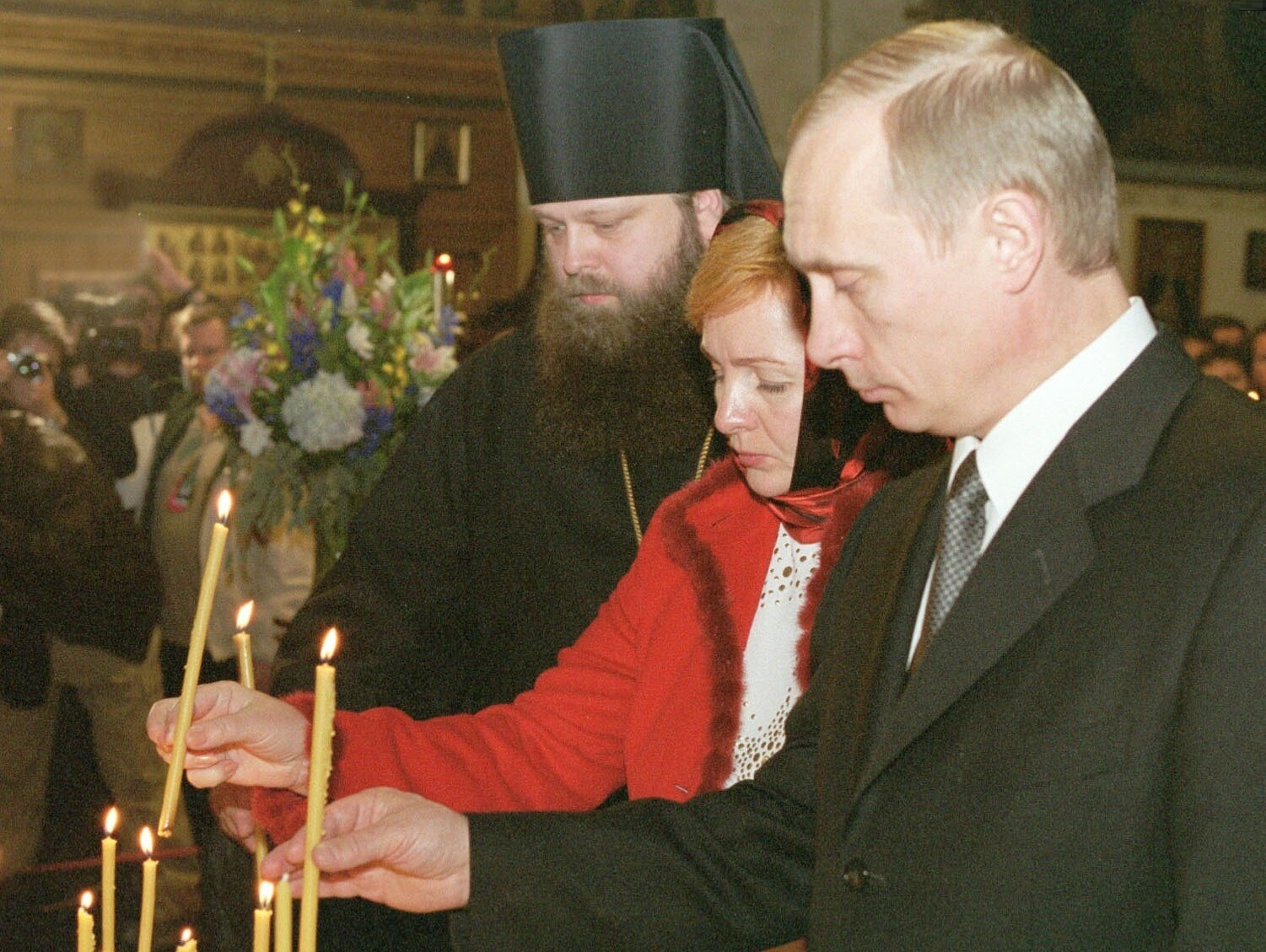
Putins och hans fru deltog i en minnesgudstjänst för offren i attackerna den 11 september i St Nicholas Cathedral i New York, USA den 16 november 2001.

Putins far sägs ha varit "en verklig kommunistmodell, som trodde på sina ideal samtidigt som han försökte omsätta dem i praktiken i sitt eget liv". Hans far var en "militant ateist", medan hans mor var "en hängiven troende ortodox". Fastän hon inte hade några ikoner hemma, deltog hon i kyrkan regelbundet, trots regeringens förföljelse av den rysk-ortodoxa kyrkan på den tiden. Hon såg till att Putin i hemlighet döptes som barn och hon tog honom regelbundet till gudstjänster. Hans far kände till detta, men låtsades att inte veta om det.
Enligt Putin själv började hans religiösa uppvaknande efter den allvarliga bilolyckan hans hustru råkade utför 1993, ett uppvaknande som fördjupades av en livshotande eldsvåda som brände ner parets bostad i augusti 1996, från vilken hela familjen överlevde. Precis före ett officiellt besök till Israel ska hans mamma gett honom hans dopkors och bad honom att få det välsignat: "Jag gjorde som hon sa och satte sedan korset runt min hals. Jag har aldrig tagit bort det sedan.", har Putin själv sagt. Putin upprepade historien inför George W. Bush i juni 2001, vilket kan ha inspirerat Bush till att göra sin kommentar om att han "fick känna en del av Putins själ". På frågan om han tror på Gud under en intervju med Time, svarade han "Det finns saker jag tror på, som jag i min position inte bör dela med allmänheten för allas bästa eftersom det skulle se ut som självreklam eller en politisk striptease".

### Kampsport
En av Putins favoritsporter är kampsporten judo. Putin började att träna sambo, en kampsport som har sitt ursprung i Sovjetunionen, vid 14 års ålder, innan han övergick till judo, vilken han har fortsatt att träna även i vuxen ålder. Putin vann tävlingar i sin hemstad Leningrad, inklusive mästerskapen i Leningrad i både sambo och judo. Han är ordförande i Yawara Dojo, samma dojo som han övade på när han var ung. Putin är medförfattare till en bok om sin favoritsport som publicerades på ryska med titeln Judo med Vladimir Putin och på engelska under titeln Judo: History, Theory, Practice år 2004.
Även om Putin inte är den första världsledande politikern att träna judo, är han den första ledaren att gå vidare in i de avancerade nivåerna. För närvarande innehar Putin en sjätte dan (rött/vitt bälte) och är mest känd för sin Harai Goshi, vilket är ett svepande höftkast. Putin fick titeln mästare (sovjetisk och rysk idrottstitel) i judo 1975 och sambo 1973. Vid ett statsbesök i Japan blev Putin inbjuden till Kodokan institutet, judo-högkvarteret, där han visade olika judotekniker för både elever och japanska tjänstemän. 
I protest mot Rysslands invasion av Ukraina i februari 2022 stängde internationella judoförbundet av Putin från uppdrag som hederspresident för förbundet och ambassadör för internationella judoförbundet.
Putin har också en sjätte dan, svart bälte, i Kyokushinkai-karate.

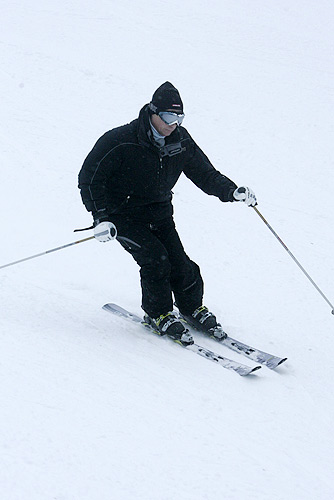
Putin i skidorten Krasnaja Poljana nära Sotji.

### Andra sporter
Putin är en van alpin skidåkare.
Putin utövar ofta olika sporter och utomhusaktiviteter, och han propagerar för sport som nyckeln till ett hälsosamt sätt att leva för ryssar. Han har setts spela badminton med Medvedev och de brukar ta cykelturer och fiska tillsammans.
Under sin andra premiärministerperiod lärde sig Putin att för första gången att åka skridsko och spela ishockey, eftersom han lovade att göra det under ett möte med de yngre ryska ishockeyspelarna som hade vunnit Juniorvärldsmästerskapet 2011 i USA. På sin fritid brukar Putin även utöva dykning.
Putin är fotbollssupporter till hemmalaget FK Zenit Sankt Petersburg. Som en ivrig förare testade Putin en Formel 1-bil den 7 november 2010 i Sankt Petersburg och nådde en högsta hastighet på 240 km/h.

### Motorcykelintresse

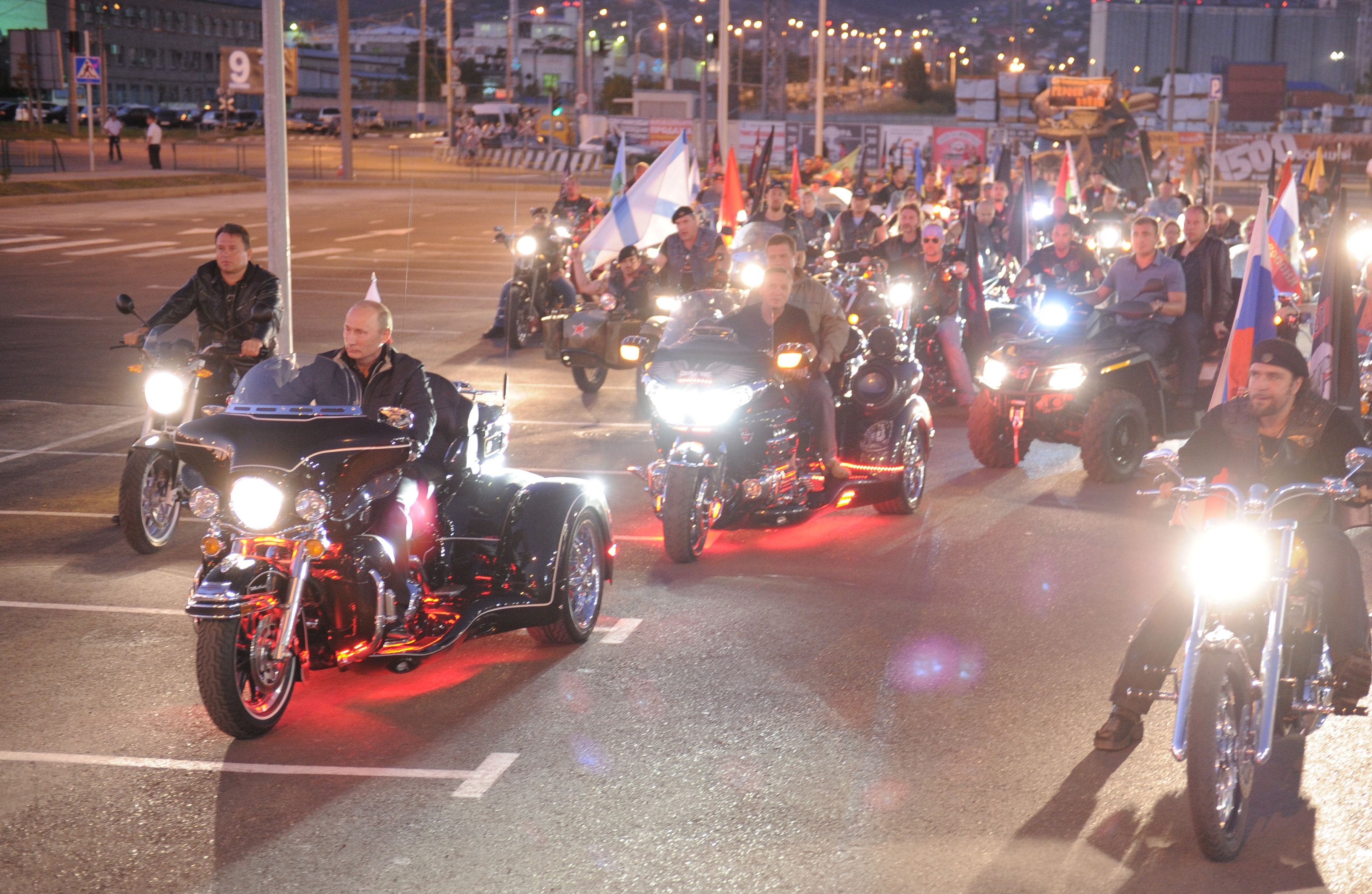
Putin på sin motorcykel i Novorossijsk 2011 (se film).

I juli 2010 dök Putin upp på en rysk-ukrainsk ortodox motorcykelfestival i Sevastopol, Ukraina, åkandes på en Harley-Davidson. Högsta rådet för ryska motorcykliströrelser röstade enhälligt ja tillför att ge honom en Hells Angel-titel med smeknamnet Abaddon. Smeknamnet är förmodligen tagit från dödsängeln och Abadonnas förstörelse i Michail Bulgakovs roman Mästaren och Margarita.
Putin besökte också International Bike Show i Novorossijsk på sin motorcykel under 2011.

### Förmögenhet

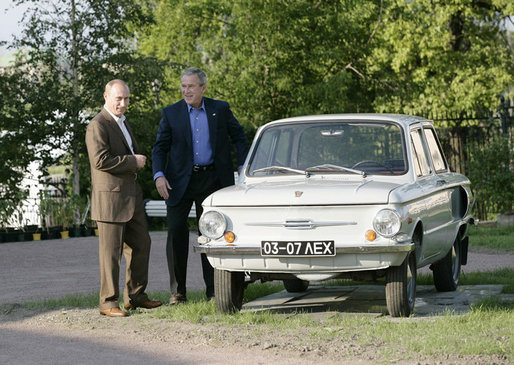
Putin visar George W. Bush sin första bil, en 1972 års modell ZAZ.

Enligt siffror offentliggjorda under parlamentsvalet 2007, låg Putins förmögenhet på cirka 3,7 miljoner rubel (cirka $150 000) på ett bankkonto. Putin ägde en privat lägenhet i Sankt Petersburg på 77,4 kvadratmeter. Han ägde 260 aktier i bank lokaliserad i Sankt Petersburg (som i december 2007 hade ett marknadspris $5,36 per aktie). Putin äger två Volga M21-bilar gjorda på 1960-talet som han har ärvt från sin far och som inte är registrerade för bruk. Putins inkomst 2006 uppgick 2 miljoner rubel (cirka $80 000). Enligt dessa uppgifter är Putin inte en av de 100 rikaste av statsdumans medlemmar; inte ens i sitt parti Enade Ryssland.
Obekräftade påståenden som vissa ryska oppositionspolitiker och journalister hävdar har uppgifter om att Putin i hemlighet ska ha en mycket stor förmögenhet (så mycket som $40 miljarder) via successivt ägande i ett antal ryska bolag. Putin fick vid en presskonferens den 14 februari 2008 frågan om han var den rikaste personen i Europa, eftersom vissa tidningar hade påstått detta och i så fall om han kunde ange källan till hans rikedom. Putin svarade med: "Detta är vanligt prat och inte ens värt att diskutera, enbart skitsnack."

## Utmärkelser
Även om Putin är ifrågasatt i många läger, var han, enligt en undersökning gjord av The Times 2013, en av världens mest beundrade personer. I The Times undersökning var han världens tredje mest beundrade person, efter Microsofts grundare Bill Gates och USA:s dåvarande president Barack Obama.
I december 2013 fick Putin ta emot utmärkelsen International Person of the Year av The Times för sitt sätt att föra Moskva tillbaka till den internationella storscenen. Time gav honom utmärkelsen Person of the Year 2007. Putin har blivit rankad som världens mäktigaste person i tidningen Forbes fyra gånger (2013, 2014, 2015, 2016).